# Mitja Schäfer
Mitja Schäfer (* 27. Februar 1980 in Köln) ist ein ehemaliger deutscher Fußballspieler. Er war sowohl Abwehrspieler als auch Mittelfeldspieler und spielte ab der Saison 2010/11 und bis zur Saison 2012/13 für den SC Fortuna Köln.

## Karriere
Bis zu seinem 19. Lebensjahr spielte Schäfer für TuS Höhenhaus, einen Verein aus Köln-Höhenhaus. Von 1998 bis 2004 spielte er bei den Amateuren des 1. FC Köln. Von 2004 bis 2006 stand er bei LR Ahlen, dem heutigen Rot Weiss Ahlen, unter Vertrag. Nach dem Abstieg der Ahlener in die Regionalliga wechselte er zu Erzgebirge Aue.
In Aue kam er in der Saison 2006/07 nur selten zum Einsatz, so dass er zur Saison 2007/08 zum Zweitligaabsteiger Rot-Weiss Essen wechselte. Von 2008 bis 2010 spielte Schäfer unter seinem ehemaligen Coach Christoph John für den Wuppertaler SV Borussia. Am 14. Juni 2010 gab er seinen Wechsel zum NRW-Ligisten Fortuna Köln bekannt, wo er einen Zweijahresvertrag unterschrieb und 2010/11 in die Regionalliga West aufstieg. In Köln war er lange Zeit Mannschaftskapitän und absolvierte am 28. Januar 2013 sein letztes Spiel für die Kölner Fortuna. In diesem Spiel erzielte er in der 30. Minute ein Eigentor.